# Юнсинь
Юнси́нь (кит. упр. 永新, пиньинь Yǒngxīn) — уезд городского округа Цзиань провинции Цзянси (КНР).

## История
Впервые уезд Юнсинь был создан во времена империи Хань в 215 году. Во времена империи Суй он был в 591 году расформирован. Вновь уезд был образован во времена империи Мин в 1369 году.
После образования КНР в 1949 году был создан Специальный район Цзиань (吉安专区), и уезд вошёл в его состав. В мае 1968 года Специальный район Цзиань был переименован в Округ Цзинганшань (井冈山地区). В 1979 году Округ Цзинганшань был переименован в Округ Цзиань (吉安地区).
Постановлением Госсовета КНР от 11 мая 2000 года округ Цзиань был преобразован в городской округ Цзиань.

## Административное деление
Уезд делится на 10 посёлков и 13 волостей.

## Экономика
В уезде расположена овощная база образцового научно-технического парка сельского хозяйства, на которой выращивают горькую тыкву, люффу и острый перец.